# Albert Junker
Albert Junker (* 25. September 1908 in Aschaffenburg; † 22. Oktober 2004) war ein deutscher Romanist, Literaturwissenschaftler und Sprachwissenschaftler.

## Leben und Werk
Junker promovierte 1932 in München (unter dem Namen Adalbert Junker) bei Karl Vossler über Die Bedeutung der Vorromantiker für die Entwicklung der französischen Schriftsprache. Er war dann Schüler von Adalbert Hämel. Nach Kriegsdienst und Gefangenschaft habilitierte er sich, wurde in Würzburg Dozent für Romanische Philologie und 1949 außerplanmäßiger Professor. Er lehrte 1949/1950 als Nachfolger von Adalbert Hämel an der Philosophisch-theologischen Hochschule Regensburg und wurde 1953 (wiederum als Nachfolger seines Lehrers) Ordinarius in Erlangen. 1965 folgte er einem Ruf nach Würzburg auf den dort neu geschaffenen dritten Lehrstuhl für romanische Literaturwissenschaft und wurde 1976 emeritiert. An der Würzburger Universität leitete Junker über viele Jahre hinweg das Akademische Auslandsamt. Er starb im Alter von 96 Jahren.

## Schriften (Auswahl)
- Die Bedeutung der Vorromantiker für die Entwicklung der französischen Schriftsprache. Aschaffenburg 1932
- Wachstum und Wandlungen im neusten italienischen Wortschatz. Erlangen 1955
- Stand der Forschung zum Rolandslied. In: Germanisch-romanische Monatsschrift. Band 6, 1956, S. 98–144
- Die Bedeutung französischen Geistes im Rahmen europäischer Kultur. Heidelberg 1956 (frz. Paris 1958) [Vortrag]
- Altphilologische Betrachtungen eines romanistischen Neuphilologen. Aschaffenburg 1963